# Massilia armeniaca
Massilia armeniaca es una bacteria gramnegativa del género Massilia. Fue descrita en el año 2018. Su etimología hace referencia a albaricoque por el color de las colonias, cuyo nombre en latín es Armeniacum malum. Es gramnegativa, aerobia y móvil por flagelación perítrica. Tiene un tamaño de 0,4-0,7 μm de ancho por 1,7-2,6 μm de largo. Forma colonias circulares, convexas, mucosas, rizadas y con márgenes irregulares en agar R2A tras 3 días de incubación. Temperatura de crecimiento entre 10-45 °C, óptima de 30 °C. También crece en agar TSA, NA pero no en LB. Catalasa positiva y oxidasa negativa. Es sensible a rifampicina, vancomicina y ácido nalidíxico. Resistente a lincomicina y aztreonam. Tiene un contenido de G+C de 66,3%. Se ha aislado de suelo desértico en China.